# Psyche pyrenaea
Psyche pyrenaea är en fjärilsart som beskrevs av Jean Bourgogne 1961. Psyche pyrenaea ingår i släktet Psyche och familjen säckspinnare. Inga underarter finns listade.